# Прогрессивная партия (США, 1912)
Прогресси́вная па́ртия США (1912 года) — «третья» политическая партия США начала XX века, возникшая в результате раскола внутри Республиканской партии во время предвыборной президентской кампании 1912 года.
Символом партии был лось. Появление символики связано с прозвищем «партия лося» («партия сохатого», англ. «Bull Moose Party»), появившимся после покушения на лидера партии Теодора Рузвельта в 1912 году. В ответ на вопрос, не помешает ли ранение его предвыборной кампании, Рузвельт заявил: «Я здоров, как лось».

## История создания

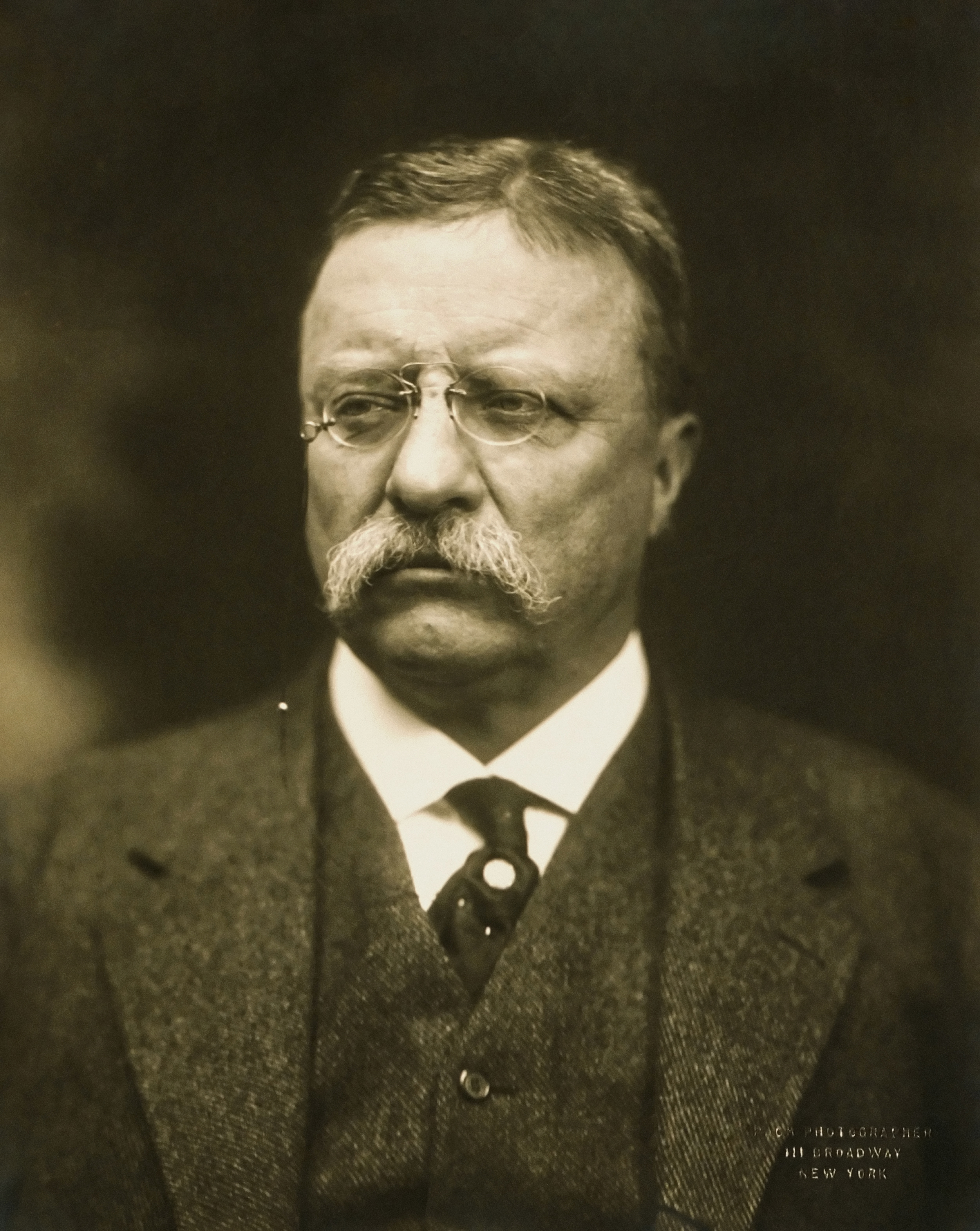
Лидер Прогрессивной партии Теодор Рузвельт

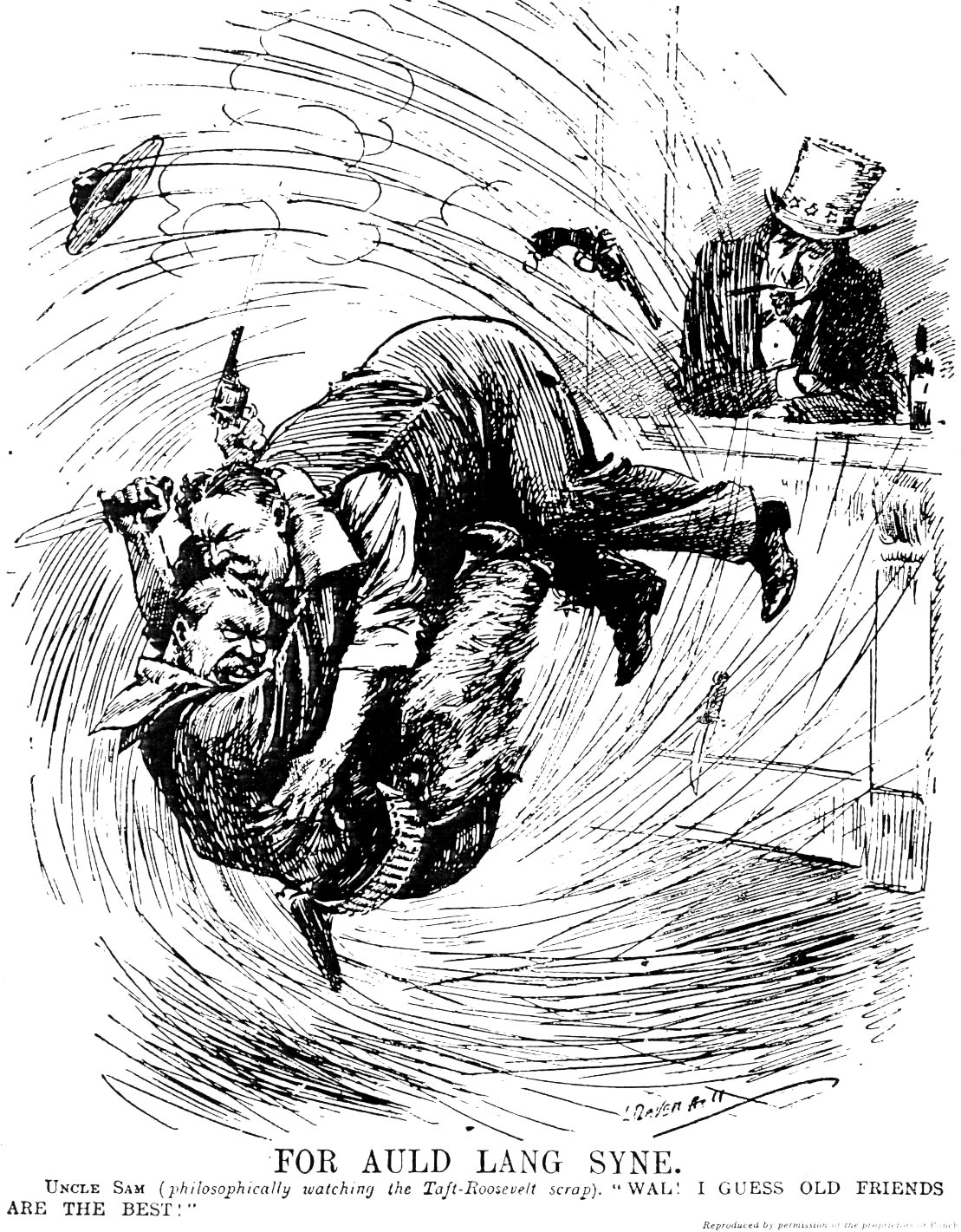
Борьба Рузвельта с Тафтом на глазах дяди Сэма. Карикатура 1912 г.

В 1911—1912 годах бывший президент США от Республиканской партии Теодор Рузвельт, недовольный политикой своего преемника на президентском посту Уильяма Тафта, начинает активную предвыборную борьбу за президентский пост. Рузвельт намеревается стать кандидатом в президенты США от Республиканской партии вместо Тафта, который собирался баллотироваться на второй срок.
Рузвельт сумел одержать убедительную победу на праймериз среди кандидатов в президенты от республиканцев. Он набрал 278 голосов делегатов, тогда как президент Тафт получил лишь 48 голосов, а сенатор Лафоллет — 36.
Тем не менее Рузвельт не получил поддержки при выдвижении своей кандидатуры в президенты США от Республиканской партии на партийном конвенте (съезде) республиканцев в Чикаго 7 июня 1912 года (конвент продавил выдвижение Тафта). Возмущенный Рузвельт обвинил Тафта в «краже голов» (нарушениях при подсчете голосов), заявив «если вы забаллотировали настоящее и законное большинство, оно должно организоваться». Это стало началом формирования новой политической партии в США, актив которой составили сторонники Рузвельта из прогрессивного крыла Республиканской партии.
После объявления в ночь на 22 июня результатов голосования 343 сторонника Рузвельта, обозначив себя красными банданами, покинули конвент. По словам биографа Рузвельта А. И. Уткина «у многих делегатов съезда было чувство, что свершилась едва ли не национальная революция».
5 августа 1912 года в Чикаго прошёл конвент Прогрессивной партии США, на котором Теодор Рузвельт был выдвинут кандидатом в президенты страны.

## Программа
Идейная платформа партии официально называлась «Контракт с народом» и включала следующие пункты:
- право рабочих объединяться в профсоюзы;
- ограничение средств на предвыборные кампании;
- право голосования для женщин;
- восьмичасовой рабочий день и шестидневная рабочая неделя;
- компенсирование затрат на лечение, страхование здоровья на промышленных предприятиях;
- право на пенсию;
- страхование от безработицы;
- облегчение процедуры принятия поправок к конституции;
- налог на наследство;
- подоходный налог;
- социальное обеспечение для детей и женщин;
- трудовая компенсация рабочим;
- уменьшение власти судов в случае рабочих конфликтов;
- создание сети речных каналов внутри США;
- право иммигрантам «получить свою долю возможностей».

## Участие в президентских выборах
На выборах 1912 года Рузвельт получил остающийся с этого времени наивысшим среди «третьих кандидатов» результат и даже занял второе место, победив действующего президента США — кандидата от Республиканской партии Уильяма Тафта (27 % и 88 голосов выборщиков у Рузвельта против 23 % и 8 — у Тафта). Однако, он настолько отстал от победителя кампании — кандидата от Демократической партии Вудро Вильсона (Вильсон набрал 42 % и 435 голосов выборщиков), что было совершенно ясно, что он не сможет вернуться в Белый дом. Это вместе с низкими результатами на местных выборах привело к падению престижа партии и уходу многих лидеров.
На следующих президентских выборах 1916 года Прогрессивная партия вновь выдвинула Рузвельта, но он отказался в пользу кандидата республиканцев Чарльза Хьюза, который проиграл выборы Вудро Вильсону. После этого партия распалась на национальном уровне, хотя в некоторых штатах (например, в Вашингтоне) в течение определённого времени ещё оставались её отделения.